# Драченіно
Драче́ніно (рос. Драченино) — село у складі Ленінськ-Кузнецького округу Кемеровської області, Росія.

## Населення
Населення — 1077 осіб (2010; 1185 у 2002).
Національний склад (станом на 2002 рік):
- росіяни — 96 %